# 急水溪
急水溪位於台灣南部，屬於中央管河川，幹流長度65公里，流域面積379平方公里。幹流流經台南市：白河區、新營區、鹽水區、學甲區、柳營區、東山區、北門區、後壁區、六甲區、下營區等溪北行政區，主要支流有六重溪、龜重溪等。
急水溪因水流速度急而得名
急水溪上游稱為白水溪，發源於嘉義縣中埔鄉與大埔鄉交界處的凍子頂。流經台南市白河區關子嶺北側，進入白河水庫淹沒區。再流至白河區南側與六重溪匯集後，始稱急水溪。其後又匯集另一大支流龜重溪，最終於北門區注入台灣海峽。

## 急水溪水系主要河川
以下由下游至上游列出水系主要河川，幹流河道以粗體字表示：
- 急水溪：台南市、嘉義縣 - 65公里
  - 溫厝廍溪（龜子港排水）：台南市下營區、柳營區、六甲區
  - 龜重溪：台南市柳營區、東山區、白河區 - 35公里
    - 鹿寮溪：台南市東山區
    - 茄苳溪：台南市東山區
    - 北寮溪：台南市東山區、白河區

  - 六重溪：台南市東山區、白河區 - 21公里
    - 石雅溪：台南市白河區
    - 尖仔坑溪：台南市白河區

  - 白水溪：台南市白河區、嘉義縣中埔鄉、大埔鄉 - 20公里
    - 柚子頭溪：台南市白河區
    - 三重溪：台南市白河區、嘉義縣中埔鄉、大埔鄉

## 主要橋樑
以下由河口至源頭列出主流上之主要橋樑：

### 急水溪河段

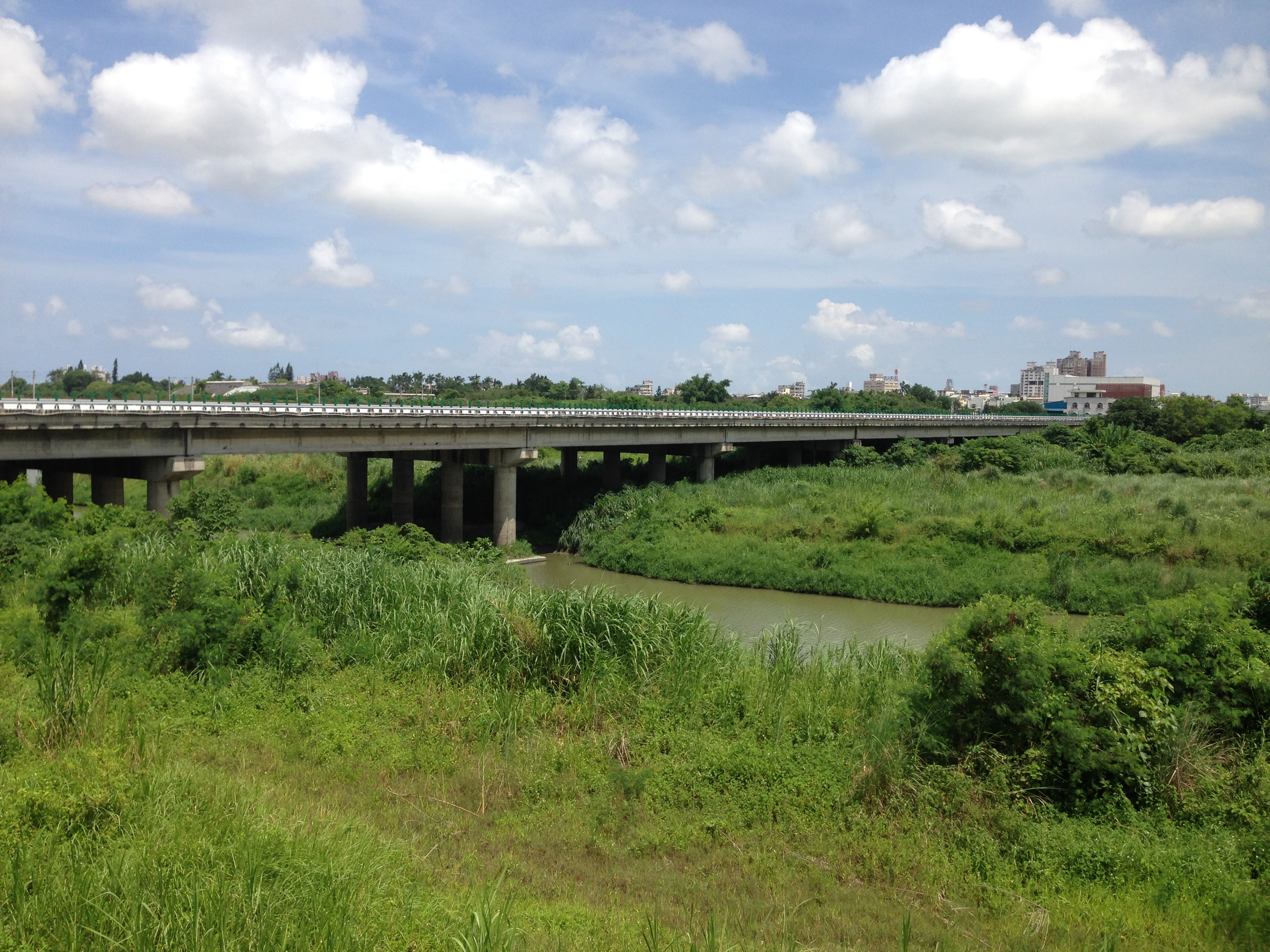
台1線急水溪橋

- 王爺港橋（快速公路台61線）
- 五王大橋（省道台17線）
- 筏子頭橋（鄉道南1線）
- 二港橋（鄉道南7線）
- 宅港橋（省道台19線）
- 無名橋
- 坔頭港大橋（鄉道南67線）
- 無名橋
- 急水溪橋（國道1號）
- 無名橋
- 急水溪橋（省道台19甲線）
- 急水溪過水路橋（鄉道南70線）
- 無名橋（鄉道南75線）
- 雙營橋（鄉道南311線）
- 無名橋
- 急水溪橋（台糖鐵路八翁線）
- 急水溪橋
- 急水溪橋（台灣鐵路縱貫線）
- 急水溪橋（省道台1線）
- 急水溪橋（台灣高鐵）
- 新東橋（鄉道南100線）
- 無名橋
- 急水溪橋（鄉道南81線）
- 急水溪橋（台糖鐵路）
- 青葉橋（縣道165號）

### 白水溪河段
- 春暉橋（鄉道南101線）
- 白河橋（縣道172號）
- 國道3號白水溪橋（國道3號）
- 甘宅二號橋（鄉道南93線）
- 白河水庫壩底道路
- 白河水庫壩頂道路
- 白水溪橋（鄉道南98線）
- 善忍橋

### 三重溪河段
- 無名橋（縣道172號）

## 拜溪文化
其拜溪文化有「中庄仔拜溪」（今台南市下營區甲中里）和「五間厝拜溪」（今台南市新營區五興里）兩處，都是當地的重大民間祭典之一。起因在清治時期急水溪不斷氾濫沖刷改道，水患危及河堤南北兩岸村莊（中庄仔和五間厝），庄民開始祭拜河神，以求平安。「中庄仔拜溪」於農曆8月16日祭拜河神，而「五間厝拜溪」是農曆8月15日祭拜，儀式特徵是這兩天庄民會抬著祭品到河道祭拜，無任何特定儀式，只有擺祭品與祭拜行為。持續到午後4點，酒過三巡後，焚燒紙錢，拜溪圓滿達成流，傳至今不斷。至今轉化成飲水思源的拜溪模式，感念河道改道，免於水患之苦。